# دولي الديناصور الصغير
دولي الديناصور الصغير مسلسل رسوم متحركة كوري جنوبي يتكون من 26 حلقة عُرض لأول مره بين عامي 1987-1998 . تمت دبلجة المسلسل للعربية .

## روابط خارجية
- دولي الديناصور الصغير على موقع IMDb (الإنجليزية)
- دولي الديناصور الصغير على موقع قاعدة بيانات الفيلم (الإنجليزية)
- دولي الديناصور الصغير على موقع ليتربوكسد (الإنجليزية)
- 뉴 아기공룡 둘리 홈페이지 نسخة محفوظة 3 فبراير 2009 على موقع واي باك مشين.
- SBS 아기공룡 둘리 홈페이지
- 둘리나라 홈페이지
- 아기공룡 둘리 - 미자야 만화노래 부르자
- 아기공룡 둘리 - 얼음별 대모험 - 미자야 만화노래 부르자
- 한국인의 생활 디자인 아기공룡 둘리 - 네이버 캐스트 매일의 디자인
- (주)둘리나라 공식 유튜브 채널